# Herrmann Ultraschalltechnik
Die Herrmann Ultraschalltechnik GmbH & Co. KG ist ein von Walter Herrmann im Jahr 1961 gegründetes Maschinenbau-Unternehmen mit Hauptsitz in Karlsbad, Deutschland. Das Unternehmen ist auf die Ultraschall-Schweißtechnologie spezialisiert und Hersteller von Ultraschall-Schweißmaschinen und -Systemen, -Generatoren, -Konvertern und Sonotroden (Ultraschallschweißwerkzeuge). Die Hauptfirmensitze befinden sich in Deutschland, USA, China und Japan. Daneben betreibt das Unternehmen in 20 Ländern noch 26 „Technologiezentren“ mit über 40 anwendungstechnischen Speziallaboren für Ultraschallfügetechnologien. Anwendungsbranchen der Ultraschall-Fügetechnologie sind beispielsweise die Automobilbranche, die Elektroindustrie, die Medizintechnik, der Consumerbereich, sowie die Verpackungs- und Hygiene-Industrie.

## Geschichte

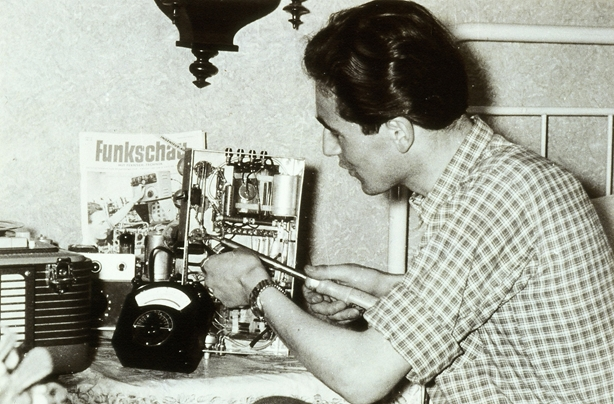
Ultraschall-Pionier und Firmengründer, Walter Herrmann, begann mit einfachsten Hilfsmitteln und viel Improvisationstalent

Der Firmengründer Walter Herrmann, geboren am 5. Dezember 1934 in Langensteinbach, absolvierte eine Lehre zum Elektromechaniker bei Siemens in Karlsruhe. Nach seiner Ausbildung arbeitete er beim Funkstörungsmessdienst der Oberpostdirektion, Zweigstelle Pforzheim mit der Aufgabe, die Ursache für Störungen  beim Fernsehempfang in den umliegenden Haushalten  herauszufinden und nebenher auch noch Schwarzseher aufzuspüren. W. Herrmann wurde in der Schmuckindustrie fündig. Die hier zur Schmuck- und Metallreinigung genutzten Ultraschallreinigungsbäder wurden mit Ultraschallgeneratoren, teilweise noch aus alten Wehrmachtsbeständen, betrieben und verursachten die Störungen. 1958 nahm Herrmann eine Entwicklungsstelle bei der Firma Karl-Roll Reinigungssysteme (Ultraschallreinigungsbäder) an. Er sollte eine Alternative zu den störanfälligen und leistungsschwachen Ultraschall-Röhrengeneratoren (10.000 Volt) für Reinigungsanlagen entwickeln. Die hohe Anodenspannung der Generatoren verursachte häufig Kurzschlüsse und Gerätebrände. Herrmanns Vorschlag, die Ultraschallfrequenz über einen Maschinengenerator mit Dynamoprinzip und einer niedrigen Betriebsspannung von nur 200 bis 300 Volt zu erzeugen, wurde von seinem damaligen Vorgesetzten abgelehnt. Überzeugt von seiner Idee, machte sich der junge Entwickler mit Unterstützung seiner Frau Ingeborg 1961 selbstständig. Nach mehreren erfolglosen Versuchen, gelang Walter Herrmann 1962 der erste Probelauf seines Maschinengenerators. Zunächst wurden nur die Generatoren für die Ultraschallreinigung vermarktet, später auch komplette Reinigungsanlagen. 

Erste Ultraschall-Schweißmaschinen-Generation

In den 1960er Jahren kamen erste amerikanische Ultraschallschweißmaschinen auf den deutschen Markt, konnten aber aufgrund der begrenzten Leistung der Maschine von gerade einmal 1000 Watt nur mit begrenztem Erfolg vermarktet  werden. Walter Herrmann erkannte das Potential für sein Unternehmen, da die Herrmann-Generatoren für die Ultraschallreinigung bereits erfolgreich mit bis zu 2.500 Watt Ausgangsleistung arbeiteten. Zunächst wurden bereits in der Produktion eingesetzte Ultraschall-Schweißmaschinen mit den Herrmann-Generatoren nachgerüstet, kurz darauf begann die Entwicklungsarbeit für eine eigene Ultraschall-Schweißmaschine.

Walter Herrmann (rechts) mit seinen ersten Mitarbeitern

Vor allem bei Kunststoffteilen für Automobile, Elektro- und Haushaltswaren setzte sich Ultraschall schnell als wirtschaftliches Fügeverfahren durch. Später kamen Maschinen zum Verschließen von Kunststoffverpackungen und für das Laminieren und Prägen von Vliesstoffen hinzu. Der Reinigungsbereich entfiel letztlich ganz aus dem Produktportfolio.
Durch kontinuierliche Weiterentwicklung wurde das Unternehmen Technologiemarktführer in der Ultraschall-Fügetechnik. Walter Herrmann und seine Mitarbeiter entwickelten Innovationen wie die erste schallgeschützte Ultraschall-Schweißmaschine, die erste Visualisierungsmöglichkeit des Schweißprozesses auf einem integrierten Monitor und den ersten volldigitalen Ultraschall-Generator. Dafür erhielt der Firmengründer zahlreiche Patente und Auszeichnungen, wie die Wirtschaftsmedaille des Landes Baden-Württemberg, den CEHMS Inventor Award und den deutschen Gründerpreis für seine Pionierarbeit und Vermarktung der Ultraschalltechnologie. Weitere Erfolge der Firma waren der Innovationspreis der Technologieregion Karlsruhe von 2006 für die erste schwingende Walzensonotrode, der 2007 verliehene deutsche Verpackungspreis für eine flexibel einsetzbare Foliendose, sowie der ZIM Förderpreis 2010 des Bundesministeriums für Wirtschaft.
1990 gründete Sohn Thomas Herrmann die amerikanische Niederlassung nahe Chicago und legte den Grundstein zur internationalen Expansion. 2003 wagte man den Sprung auf den chinesischen und 2015 auf den japanischen Markt. Heute ist das Unternehmen in Familienhand in der zweiten Generation. Sohn Thomas Herrmann führt das Familienunternehmen und Tochter Sabine Herrmann-Brauss leitet das Controlling. 2000 und 2008 wurde die Produktionsfläche am Standort Karlsbad (Deutschland) auf jeweils das Doppelte der ursprünglichen Fläche erweitert. 2017 kam ein dritter Erweiterungsbau hinzu, der die bestehende Betriebsfläche noch einmal auf insgesamt 18.400 m² verdoppelt.

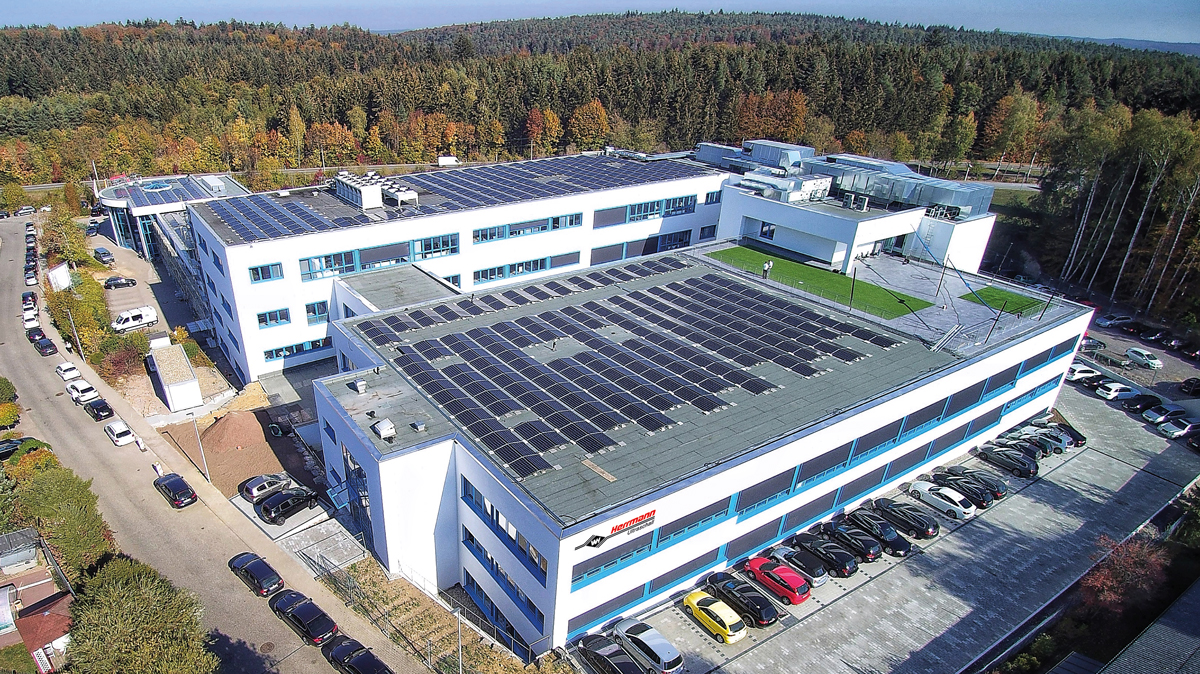
Firmengebäude (Hauptsitz) in Karlsbad

Für die strategische Ausrichtung auf die Internationalisierung und die moderne Personalentwicklung wurde CEO Thomas Herrmann 2021 mit dem Unternehmerpreis „Entrepreneur Of The Year“ der Prüfungs- und Beratungsgesellschaft Ernst & Young (EY) ausgezeichnet.

## Geschäftsfelder

### Ultraschall-Schweißsysteme für Kunststoffteile
Mit dem Bau der ersten Ultraschall-Schweißmaschine gelang der Markteintritt in die wachsende Kunststoffbranche. Die ersten Anwendungen fanden sich in der Automobilbranche für Interieur- und Exterieurbauteile. Hierzu zählen beispielsweise Fensterheber für Bosch, Stoßfänger für Daimler, Heckspoiler für Opel und Mittelkonsolen für VW. Aufgrund der Wirtschaftlichkeit des Ultraschallschweißverfahrens hat sich dieses in der gesamten Kunststoffbranche schnell etabliert. Durch kurze Zykluszeiten, niedrigem Energieverbrauch und einem schonenden Energieeintrag kamen schnell weitere Anwendungen aus dem Verbrauchsgütermarkt, der Elektroindustrie und der Medizintechnik hinzu.

### Ultraschall-Siegelsysteme für Verpackungen
In den 80er-Jahren entstand aus einem Pfanni-Kartoffelgericht-Projekt der neue Geschäftsbereich „Packaging“. Verpackungen mit thermoplastischen Siegelschichten wie Kapseln, Beutel, Getränkekartons, Becher und Schalen können mittels Ultraschall gesiegelt werden. Entsprechende Ultraschallmodule werden in die Verpackungsmaschinen zum Verschließen der gefüllten Verpackungen integriert.

### Ultraschall-Fügesysteme für Bahnware
Bahnwaren (zum Beispiel Vliesstoffe, Folien und Papier) mit thermoplastischen Anteilen können mittels Ultraschall ohne weitere Zusätze wie Klebstoffe gleichzeitig geprägt, laminiert und geschnitten werden. Der Geschäftsbereich „Nonwovens“ ging 1994 aus einem Projekt mit der Firma Freudenberg hervor. Nach anfänglicher Skepsis konnte ein Weg gefunden werden, Vliesstoffe kontinuierlich miteinander zu verbinden und Aufstauungen der Bahnlagen zu vermeiden. Der bisher benötigte Klebstoff ist durch die Ultraschall-Fügetechnologie überflüssig geworden. Für diese Erfindung und die besondere Regelungstechnik im µm-Bereich erhielt Herrmann Ultraschall 1996 den von der EDANA renommierten INDEX Award für die beste technische Erfindung. Zu den Anwendungen zählen unter anderen Damenbinden, Kinder- und Erwachsenen-Windeln, Mund-Nasen-Schutzmasken, Haarnetze, Verbandsmaterial und Filtermedien.

### Ultraschall-Metallschweißen
Mit dem rasanten Wachstum der Elektromobilität erkannte Herrmann früh das Potenzial bei der Herstellung der dafür benötigten Lithium-Ionen-Batterien und gründete 2018 den Geschäftsbereich „Metall“. Das Ultraschall-Metallschweißen ist insbesondere vorteilhaft für das Verbinden unterschiedlicher Nichteisenmetalle, wie zum Beispiel bei den Alu- und Kupferfolien der Lithium-Ionen-Batterien.

## Zeittafel
- 1961: Gründung des Familienunternehmens durch Walter Herrmann
- 1962: Entwicklung weltweit erster Transistor-Ultraschallgenerator
- 1965: Produktion von Ultraschall-Reinigungsanlagen
- 1968: Erste Maschinengeneration für Ultraschall-Schweißanwendungen
- 1977: Erste schallgeschütze Ultraschall-Schweißmaschine „Ultrasafe“
- 1984: Erste Ultraschallsiegelung von Verpackungen
- 1986: Präsentation der ersten Ultraschall-Schweißmaschine mit integriertem Monitor
- 1990: Gründung der Niederlassung Herrmann Ultrasonics Inc. (USA)
- 1994: Entwicklung und Patentierung der Schweißspaltkontrolle „microgap control“ zum kontinuierlichen Ultraschall-Fügen von Bahnware
- 1997: Erster volldigitaler Ultraschall-Generator
- 2001: Top 100 Arbeitgeber Auszeichnung[18]
- 2002: Top Job Auszeichnung (2013 und 2015 erneut ausgezeichnet)[19][20][21]
- 2003: Gründung Tochtergesellschaft in China
- 2015: Gründung Tochtergesellschaft in Japan